# Fonction gamma multidimensionnelle
En analyse, la fonction gamma multivariée, Γp(·), est une généralisation de la fonction gamma. En statistique multivariée, elle apparait dans la fonction de densité de la loi de Wishart et de la loi de Wishart inverse.

## Définitions
La définition formelle de la fonction gamma multivariée est, pour tout complexe a tel que {\displaystyle \Re e(a)>{\frac {p+1}{2}}}:
{\displaystyle \Gamma _{p}(a)=\int _{S>0}\left|S\right|^{a-(p+1)/2}\ \mathrm {e} ^{-{\rm {trace(S)}}}\mathrm {d} S,}
où S > 0 signifie que S est une matrice définie positive.
En pratique, on utilise
{\displaystyle \Gamma _{p}(a)=\pi ^{p(p-1)/4}\prod _{j=1}^{p}\Gamma \left[a+(1-j)/2\right].}
Le calcul est facilité par les relations de récurrence :
{\displaystyle {\begin{aligned}\Gamma _{p}(a)&=\pi ^{(p-1)/2}\Gamma (a)\Gamma _{p-1}(a-{\tfrac {1}{2}})\\&=\pi ^{(p-1)/2}\Gamma _{p-1}(a)\Gamma \left(a+{\tfrac {1-p}{2}}\right).\end{aligned}}}
Ainsi,
- {\displaystyle \Gamma _{1}(a)=\Gamma (a)}
- {\displaystyle \Gamma _{2}(a)=\pi ^{1/2}\Gamma (a)\Gamma (a-{\tfrac {1}{2}})}
- {\displaystyle \Gamma _{3}(a)=\pi ^{3/2}\Gamma (a)\Gamma (a-{\tfrac {1}{2}})\Gamma (a-1)}

etc.

## Dérivation
On définit la fonction digamma multivariée  :
{\displaystyle \psi _{p}(a)={\frac {\partial \log \Gamma _{p}(a)}{\partial a}}=\sum _{i=1}^{p}\psi \left(a+{\frac {1-i}{2}}\right),}
et la fonction polygamma généralisée :
{\displaystyle \psi _{p}^{(n)}(a)={\frac {\partial ^{n}\log \Gamma _{p}(a)}{\partial a^{n}}}=\sum _{i=1}^{p}\psi ^{(n)}\left(a+{\frac {1-i}{2}}\right).}